# Collectionneur (comics)
Pour les articles homonymes, voir Le Collectionneur.
Taneleer Tivan, alias le Collectionneur (« The Collector » en version originale), est un super-vilain extraterrestre évoluant dans l’univers Marvel de la maison d'édition Marvel Comics. Créé par le scénariste Stan Lee et le dessinateur Don Heck, le personnage de fiction apparaît pour la première fois dans le comic book Avengers (vol. 1) #28 en mai 1966.
Par anglicisme, son nom devient « le Collecteur » dans certaines traductions françaises publiées par les Éditions Lug et Semic.
Le Collectionneur fait partie du groupe des Doyens de l'Univers.

## Biographie du personnage

### Origines
Taneleer Tivan, dit « le Collectionneur », est l'un des Doyens de l'Univers ; parmi eux, c’est avec le Grand Maître qu’il a le plus d’affinités. Il considère les autres Doyens comme ses frères, mais ne consent à travailler avec eux que pour atteindre un objectif commun. Il serait né il y a plusieurs milliards d’années sur la planète Cygnus X-1. Détenant un fragment du « Pouvoir primordial » (Power primordial), un rayonnement cosmique résultant du Big Bang, Tivan cache sa véritable forme sous les traits d’un vieillard à l'apparence humaine.
Pendant des millions d’années, il vit avec sa famille sur une planète inconnue, dans la méditation et la contemplation. Mais, quand sa femme Matani perd le goût de la vie au point de rejeter son immortalité, Tivan comprend qu’il lui faut trouver un loisir pour ne pas devenir fou ; il commence alors à collectionner des formes de vie et des artefacts dans tout l’univers. À terme, ce loisir devient pour lui une obsession et il collectionne compulsivement tout ce qui est rare, voire unique.
Prophétisant la menace que va représenter Thanos, il collectionne une multitude d’êtres qui doivent le protéger du Titan fou. Pendant un temps, il possède même l’une des six Gemmes de l'infini, inconscient de son pouvoir jusqu’à ce que Thanos ne la lui reprenne.
Vers la fin du XXe siècle, il voyage sur Terre et capture la Guêpe. Il tente d’ajouter l'équipe des Vengeurs à sa collection mais est battu.
Plus tard, il essaye de faire de même avec Thor mais est de nouveau battu par les héros. Une troisième tentative se soldera également par un échec.

### La saga de Korvac
Après la défaite de Thanos contre les héros de la Terre, le Collectionneur entrevoit une nouvelle menace : Korvac l’Homme-machine, un cyborg de l’an 3000 ayant débarqué dans le présent à New York. Sous la forme d’un humain nommé Michael Korvac, il devait à court terme tuer Taneleer Tivan.
Craignant pour sa sécurité, ce dernier essaye une nouvelle fois d’enrôler de force les Vengeurs pour le protéger. Il est finalement réduit en atomes par Korvac, et sa prédiction se réalise.

### Un jeu de vie et de mort
Quelque temps plus tard, son ami le Grand Maître organise un Tournoi des Champions contre la Mort. Il le remporte et peut ainsi faire revenir le Collectionneur à la vie. Ayant repris son activité, le Collectionneur capture Marina et combat la Division Alpha et Spider-Man.
Il aida aussi ses « frères » à piéger Galactus dans un projet de re-création d’univers, mais le plan est déjoué par le Surfer d'Argent. Il donne plus tard sa Gemme à Thanos, en échange de la libération du Coureur (en) qu’il retenait captif.

### Retour sur Terre
Le Collectionneur concocte ensuite un plan pour capturer les humains. Il fait croire à un piège et libère à l’insu de tous une race qu’il avait collectionnée, les Fratres. Son objectif était que ces derniers détruisent la Terre. Ainsi, il pourra collectionner les survivants. Les Vengeurs le stoppent de nouveau.
Récemment, on revoit le Collectionneur jouer avec le Grand Maître. Chacun opposait son équipe de guerriers choisis à travers différentes dimensions alternatives : les Défenseurs contre les Agresseurs.

## Pouvoirs, capacités et équipement
Taneleer Tivan est un extraterrestre métamorphe pouvant prendre forme humaine. Il est aussi télépathe et peut communiquer avec les autres Doyens de l'univers par la pensée.
Il entretient des musées et des zoos, ceux-ci étant localisés dans divers coins de l’univers. Dans ce but, il a aussi converti des mondes entiers en musées et habitats de diverses espèces ; il a même créé des planètes artificielles. Il garde cependant une grande partie de sa collection dans son propre vaisseau interstellaire.
Du fait de son obsession, le Collectionneur a depuis des millions d’années accumulé un vaste savoir sur les cultures, langues, rituels et technologies d’innombrables races.
- En tant que membre des Doyen de l’Univers, le Collectionneur possède une énergie vitale cosmique qui le rend pratiquement immortel. Cela lui donne une immunité au vieillissement, à la maladie et à tous types de poison, et le rend invulnérable aux blessures conventionnelles par régénération de tous les dommages qu'il pourrait subir. Il peut survivre et voyager dans l'espace sans aide, et sans avoir besoin de nourriture, de boisson ou d'air.
- Il peut manipuler l’énergie cosmique (appelée « Pouvoir Primordial ») dans une grande variété d'effets, comme la génération de puissants lasers de ses mains ou encore en augmentant sa force et sa taille.
- Il possède aussi un don limité de prescience (voyance sur le futur proche).

Il possède un incroyable arsenal de vaisseaux spatiaux, appareils technologiques, artefacts et armes, volées ou prises à travers tout le cosmos et ce, depuis l’aube de l’univers. On l’a déjà vu utiliser une armure volante d’origine inconnue, des catapultes, des boules de cristal électrifiées, des caissons de stase, des cellules affaiblissantes, des boites libérant la folie, etc.
Il possède un zoo gigantesque abritant des millions de races, dont certaines sont contrôlées par le Doyen.

## Apparitions dans d'autres médias
Sauf indication contraire, les informations mentionnées dans cette section peuvent être confirmées par la base de données cinématographiques IMDb,  présente dans la section « Liens externes ».

### Cinéma

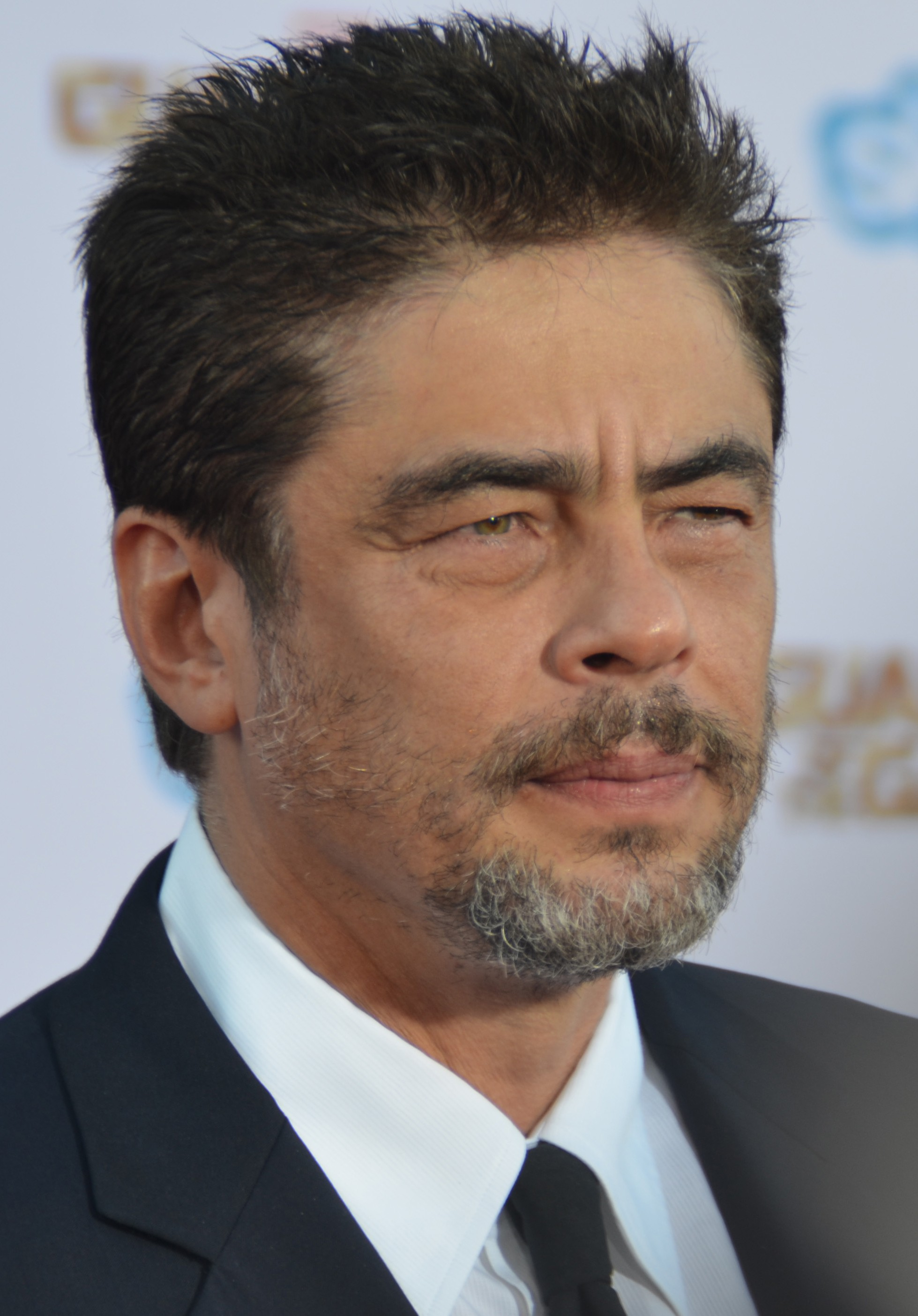
Benicio del Toro incarne Taneleer Tivan/Le Collectionneur dans Les Gardiens de la Galaxie (2014).

Interprété par Benicio del Toro dans l'univers cinématographique Marvel :
- 2013 : Thor : Le Monde des ténèbres réalisé par Alan Taylor – Dans la scène post-générique, on aperçoit Le Collectionneur et Volstagg et Sif viennent lui rendre visite. Ils lui confient l'Ether le sachant en sécurité puisqu'ils ont déjà en leur possession le Tesseract.
- 2014 : Les Gardiens de la Galaxie réalisé par James Gunn – Les Gardiens de la Galaxie lui rendent visite dans son repaire sur Knowhere. Tivan souhaite acheter l'Orbe contenant la pierre du Pouvoir. Alors qu'il leur explique l'histoire des Pierres d'Infinité, son repaire explose à cause de sa servante qui souhaitait mettre fin à son esclavage.
- 2018 : Avengers : Infinity War réalisé par Anthony et Joe Russo – Dans sa quête des Pierres d'Infinité, Thanos se rend sur Knowhere pour récupérer l'Ether auprès du Collectionneur. Les Gardiens de la Galaxie arrivent trop tard et son repaire est totalement détruit.
- 2021 : What If...? (série télévisée d'animation)

### Télévision
- 2013 : Hulk et les Agents du S.M.A.S.H. (série d'animation)
- 2015 : Ultimate Spider-Man (série d'animation)
- 2015 : Les Gardiens de la Galaxie (série d'animation)